# Ali Akbar Heidari
Ali Akbar Heidari   (Teheran, 14 de juliol de 1941) és un lluitador iranià, ja retirat, especialista en lluita lliure, que va competir durant la dècada de 1960.
El 1964 va prendre part en els Jocs Olímpics d'Estiu de Tòquio, on guanyà la medalla de bronze en la competició del pes mosca del programa lluita lliure.
En el seu palmarès també destaca una medalla de plata en els Jocs Asiàtics de 1966.